# 東京外環状線
東京外環状線（とうきょうそとかんじょうせん）は、山手貨物線の外側20 km圏において、東海道本線・中央本線・東北本線・常磐線・総武本線の放射5幹線を環状に接続する国鉄（現・JR東日本）の鉄道路線である。
当初は全区間が国鉄線として計画され、工事凍結等を経て各事業者により順次開業している（京葉臨海鉄道臨海本線の北袖分岐点と内房線木更津駅の間は未成線）。
なお、今日の東海道貨物線鶴見 - 川崎貨物間（いわゆる鶴塩線）についても、当路線には含まれない が一体的に運用されているため本項で記述する。

## 路線概要
東京外環状線は、東京近郊を取り囲むようなルートをとる武蔵野線・小金線と、東京湾を取り囲む京葉線の3路線で形成される。JR東日本が保有する現在の武蔵野線や京葉線のルートとは必ずしも一致しない。詳細ルートは次の通りである。
| 武蔵野 | 松戸市小金 | 川崎市小倉 | 浦和市（現・さいたま市）・国分寺市 |
| 小金   | 船橋市     | 松戸市小金 | －                                 |
| 京葉   | 川崎市塩浜 | 木更津市   | 船橋市                             |

東京外環状線における武蔵野線
- 常磐線に新設する北馬橋駅から南浦和・西国分寺を経て品鶴線の新鶴見操車場に至る鉄道[3]。
- 東線（北馬橋 - 西浦和間）・西線（西浦和 - 多摩川間）・南線（多摩川 - 新鶴見間）の3区間から成るが、これらは現在の武蔵野線新松戸 - 西浦和 - 府中本町 - 新鶴見間に相当する[1]。

東京外環状線における小金線
- 総武線の西船橋から八柱を通り常磐線の北馬橋に至る鉄道[3]。
- 今日の武蔵野線西船橋 - 新松戸間に相当する[1]。常磐線とは南流山から新松戸駅をかすめるように左右に支線（馬橋支線、北小金支線）が伸びて接続されている。

東京外環状線における京葉線
- 川崎市の塩浜から東京湾沿いに千葉県木更津に至る鉄道[3]。
- 今日の東海道貨物線川崎貨物 - 東京貨物ターミナル間、東京臨海高速鉄道りんかい線東臨運輸区 - 新木場間、京葉線新木場 - 蘇我間、京葉臨海鉄道臨海本線蘇我 - 北袖分岐点間に相当し、未成線部分の北袖分岐点と内房線木更津の間が該当する[1]。

## 建設基準
| 種別                 | 建設基準                                        |
| -------------------- | ----------------------------------------------- |
| 線路規格             | 甲線・複線                                      |
| 最急勾配             | 10パーミル（特別な場合25パーミル）              |
| 軌道中心間隔         | 3.8メートル                                     |
| 軌条の種類           | 50 kgNレール                                    |
| 停車場本線路の有効長 | 600メートル                                     |
| 閉そく方式           | 自動閉そく式                                    |
| 信号表示方式         | 多灯式色灯式、自動列車停止装置（ATS-S形）を設置 |
| 電車線のちょう架方式 | シンプルカテナリー方式                          |
| 電気方式             | 直流1500 V                                      |

## 建設の経緯
戦後日本の高度経済成長に伴い、日本における貨物輸送量は激増していた。その中で、東京都心を貫く、あるいは起点とする貨物線の輸送力は山手貨物線、品鶴線を中心に限界に達していた。
当時の主な貨物線
- 東海道貨物線（旧）: 汐留駅 - 品川駅 - （品鶴線経由） - 新鶴見操車場 - 鶴見駅 - 横浜駅 - 大船駅（鶴見、横浜、大船は通過、旅客線と並行）
- 山手貨物線 : 田端操車場 - （山手線（池袋・新宿経由）と並行） - 大崎駅 - （大崎支線を経由） - 蛇窪信号場
- 東北貨物線 : 隅田川駅 - 田端操車場 - 大宮操車場
- 新金線 : 総武本線新小岩操車場 - 常磐線金町駅

加えて、東海道の鉄道貨物輸送の拠点だった汐留駅も輸送力の限界が近づいていたことから、当時の国鉄は新たな貨物線の建設を計画した。

## 計画の変更
計画当時の高度経済成長下の日本では人口も増大し、特に首都・東京ではそれが著しかった。郊外へと拡大する住宅地の中に建設中の外環状線も飲み込まれてしまい、建設反対運動の発生が懸念された。またモータリゼーションの進行で、1970年以降鉄道貨物輸送は減少の一途をたどっていた。そこで国鉄側は沿線住民の理解を得るため、貨物専用線として計画された東京外環状線の一部区間について、衛星都市間の旅客輸送の便を考慮し旅客化することとした。それが現在の武蔵野線府中本町駅 - 西船橋駅間と京葉線新木場 - 蘇我間である。現在の京葉線沿線の広大な埋立地はそもそも工業用地として造成されたが、石油危機以降の重厚長大産業の衰退に伴いやむなく住宅用地に計画変更された。のちにこの変更された計画は、ウォーターフロントとして脚光を浴びることになる。
京葉線は旅客化に伴い新木場以降のルートを大井方面から東京駅に変更し、計画変更までに建設が進められた新木場-東京貨物ターミナル間の高架・トンネルは未成線として長期間放置されたが、1996年に開催予定であった世界都市博覧会に向けた輸送手段として注目され、その施設を活用し東京臨海高速鉄道りんかい線として開通した（東京テレポート以降は大崎方面へのルートへ計画変更し未成線は車庫線として活用）。

## 歴史
- 1973年（昭和48年）
  - 4月1日 - 武蔵野線 府中本町 - 新松戸開業、このうち北府中 - 新松戸及び貨物支線にて貨物営業。同時に、新座貨物ターミナル駅、越谷貨物ターミナル駅開業。
  - 10月1日 品川 - 東京貨物ターミナル駅 - 塩浜操車場開業。
- 1974年（昭和49年）10月1日 - 武蔵野操車場開業、当時最新鋭のコンピューターシステムを備えたハンプヤード式の操車場であった。
- 1975年（昭和50年）5月10日 - 京葉線 千葉貨物ターミナル駅 - 蘇我開業。うち蘇我付近の線路は川崎製鉄千葉製鉄所の専用線を借用（後に国鉄専用の線路を建設）。
- 1976年（昭和51年）3月1日 - 現在武蔵野南線と呼ばれる府中本町 - 新鶴見操車場 - 鶴見開業。同時に梶ヶ谷貨物ターミナル駅開業。
- 1978年（昭和53年）10月2日 - 武蔵野線 新松戸 - 西船橋開業。旅客営業のみ。同時に行われたダイヤ改正で全国的に貨物列車が削減される。
- 1979年（昭和54年）10月1日 - 東海道貨物線において横浜北方を迂回する新ルート開業、同時に横浜羽沢駅開業。また、大船 - 小田原間が複々線化・貨客分離。
- 1984年（昭和59年）2月1日 - 同日のダイヤ改正にて、新鶴見操車場、武蔵野操車場が廃止。ヤード経由式貨物輸送廃止のため。
- 1986年（昭和61年）3月3日 - 京葉線 西船橋 - 千葉貨物ターミナルが開業。西船橋・千葉みなと間で京葉線が暫定的に旅客営業開始。貨物営業は従来の千葉ターミナル - 蘇我のみ。
- 1987年（昭和62年）4月1日 - 国鉄分割民営化に伴い、武蔵野線（武蔵野南線含む）、京葉線は東日本旅客鉄道の所有となる。
- 1988年（昭和63年）12月1日 - 京葉線 新木場 - 蘇我、西船橋付近のデルタ線が開業。ただし、新規開業した部分はすべて旅客営業のみ。
- 1990年（平成2年）3月10日 - 京葉線 東京 - 新木場が開業し、東京 - 蘇我間が全通。ただし旅客営業のみ。
- 1996年（平成8年）3月30日 - 東京臨海高速鉄道りんかい線 新木場 - 東京テレポート駅間開業（東京テレポート - 東京貨物ターミナル間の未成線は車庫線として活用）旅客営業のみ。※開業当初の路線名は「臨海副都心線」。
- 2000年（平成12年）
  - 12月2日 - 武蔵野線 新松戸 - 西船橋間、京葉線 西船橋 - 千葉貨物ターミナル間で貨物営業を開始。計画からすでに40年近く経っていた。
  - 3月31日 - 千葉貨物ターミナル駅廃止。業務は京葉臨海鉄道の千葉貨物駅（旧称・村田駅）に受け継がれる。西船橋・蘇我間の貨物営業は維持。
- 2002年（平成14年）12月1日 - りんかい線 新木場 - 大崎間全通。
- 2008年（平成20年）3月31日 - JR東日本が「グループ経営ビジョン2020－挑む－」において、京葉線・武蔵野線・南武線および横浜線の各線の総称を「東京メガループ」として指定し、今後、利便性・快適性を輸送サービス・駅設備・生活サービスのそれぞれの面から向上させ、他の放射路線や私鉄との乗り換えの利便性を図ることを発表。